# Carl Henrik Cronstierna
Carl Henrik Cronstierna, född 1673 i Stockholm, död i juni 1717 Medevi, Östra Ny socken, var en svensk friherre och militär.

## Biografi
Carl Henrik Cronstierna var son till friherre överste Mårten Cronstierna och Gertrud Berendes. Han blev student vid Uppsala universitet 1684, volontär vid livgardet 1689 och sergeant vid Bielkes kavalleriregemente i Stettin 1690. Cronstierna blev fänrik vid änkedrottningens livregemente till fot 1691, löjtnant där 1695, kapten 1700 och överstelöjtnant vid konung Stanislai garde 1707. Han blev överste och kommendant i Kristianstad 1710 samt var överste och chef för Smålands tremänningsinfanteriregemente 1712–1717.